# Club Carlos Concha
El Club Deportivo Carlos Concha fue un club de fútbol peruano que tuvo su sede en el Callao. Fue fundado en 1939 y participó en la Primera División del Perú durante cinco temporadas.

## Historia
El Club Deportivo Carlos Concha fue fundado en el Callao el 13 de septiembre de 1939 llevando ese nombre en honor al abogado y senador chalaco de la época, Carlos Concha Cárdenas. 
En 1945, tras comprarle la categoría al Atlético Excelsior, también del Callao, participó en la Tercera División de la Liga Regional de Lima y Callao donde fue campeón. Al año siguiente campeona en la Segunda División de la Liga Regional de Lima y Callao subiendo a la Primera Regional. En sus filas destacaban Luis y Marcos Calderón.
Logró el título de la Primera División de la Liga Regional en 1946 ascendiendo a la Segunda División de 1947. A mediados de 1948 realizó una gira a Colombia donde obtuvo un triunfo ante Independiente Santa Fe por 2-1.
En 1953 logró el título de la Segunda División tras vencer en la última fecha a Unión Carbone por 7-0 y ascendió a Primera División, donde participó en el campeonato de 1954 pero terminó en último lugar regresando a Segunda. Obtuvo un nuevo título en el campeonato de Segunda División 1955 luego de ganar en la fecha final a Defensor Arica por 1-0. Sin embargo, en su retorno a Primera en el torneo de 1956 nuevamente terminó en último lugar y volvió a la Segunda División.
Carlos Concha logró un nuevo título de Segunda División en 1963 y participó en la Primera División del Perú de 1964 a 1966. Luego de su descenso en ese último año jugó en la Segunda División hasta 1972, en esos últimos años de la década del 60 el presidente José Ferreti decidió fusionarlo con la Universidad Federico Villareal.
A inicios del año siguiente fue desactivada la categoría retornando a participar en la Liga Distrital del Callao hasta 1976 cuando le vendió la categoría a Deportivo Enapu.

## Datos del club
- Temporadas en Primera División: 5 (1954, 1956, 1964, 1965 y 1966).[3]
- Temporadas en Segunda División: 21 (1947-1953, 1955, 1957-1963, 1967-1972).

## Uniforme
- Uniforme principal: Camiseta roja, short blanco, medias blancas.
- Uniforme secundario: Camiseta blanca, short blanco, medias rojas.

#### Uniforme titular (1939-1975)
| Titular 1 | Titular 2 | Titular 3 | Titular 4 | Titular 5 | Titular 6 | Titular 7 | Titular 8 | Titular 9 | Titular 10 |

## Entrenadores
- Enrique Aróstegui (1948)
- Nelson Filpo Núñez (1953)

## Relacionado
- Atlético Excelsior
- Deportivo Enapu

## Palmarés
Torneos nacionales (3)
| Competición nacional            | Títulos          | Subcampeonatos   |
| ------------------------------- | ---------------- | ---------------- |
| Segunda División del Perú (3/3) | 1953, 1955, 1963 | 1957, 1960, 1962 |

Torneos regionales
- Liga Regional de Lima y Callao (1): 1946.
- Segunda División de la Liga Regional (1): 1945.
- Tercera División de la Liga Regional (1): 1944.
- Subcampeón de la Segunda División del Perú (3): 1957, 1960, 1962.